# Сан-Карло алле Куатро Фонтане

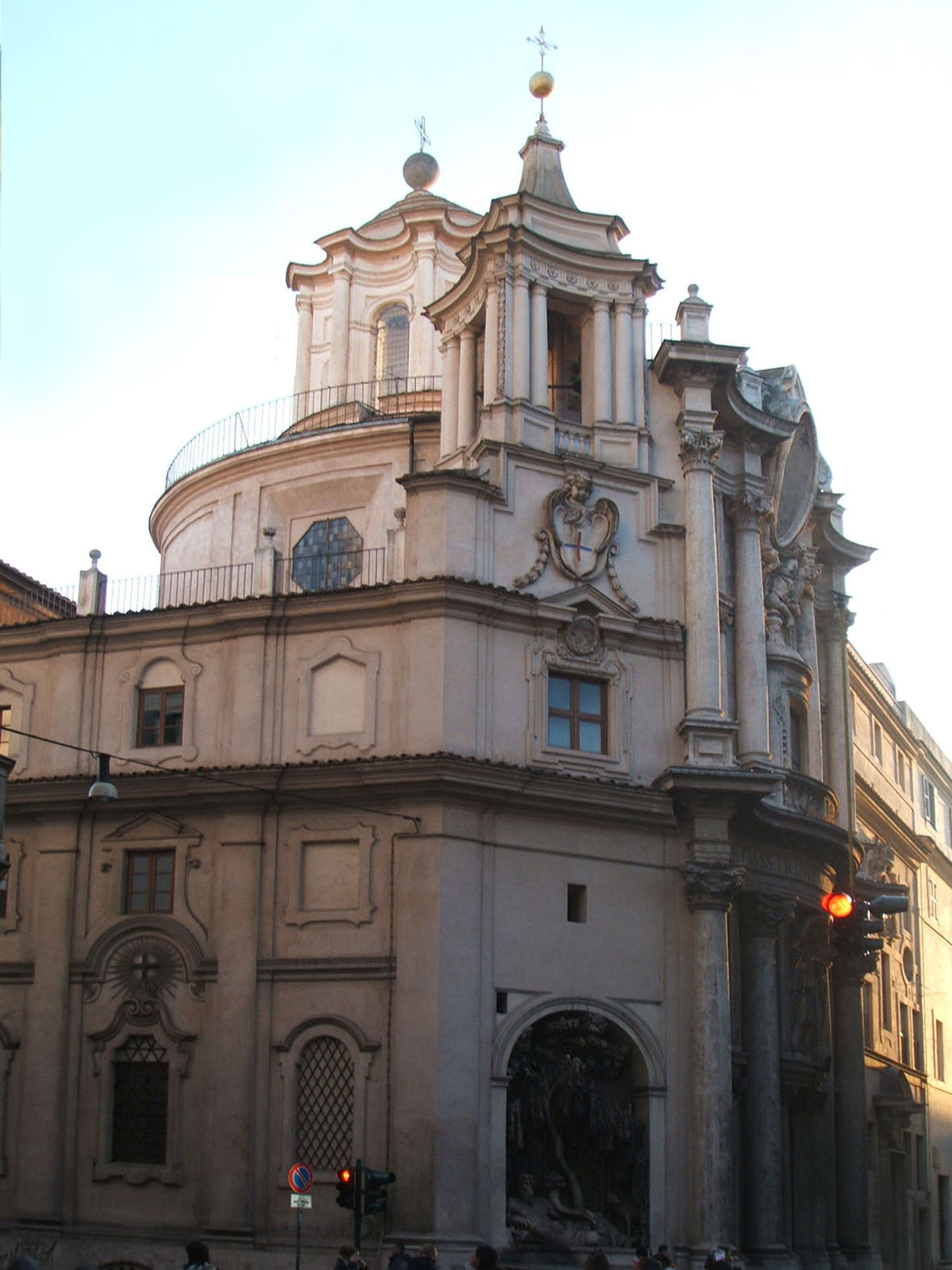
Общий вид церкви

План церкви

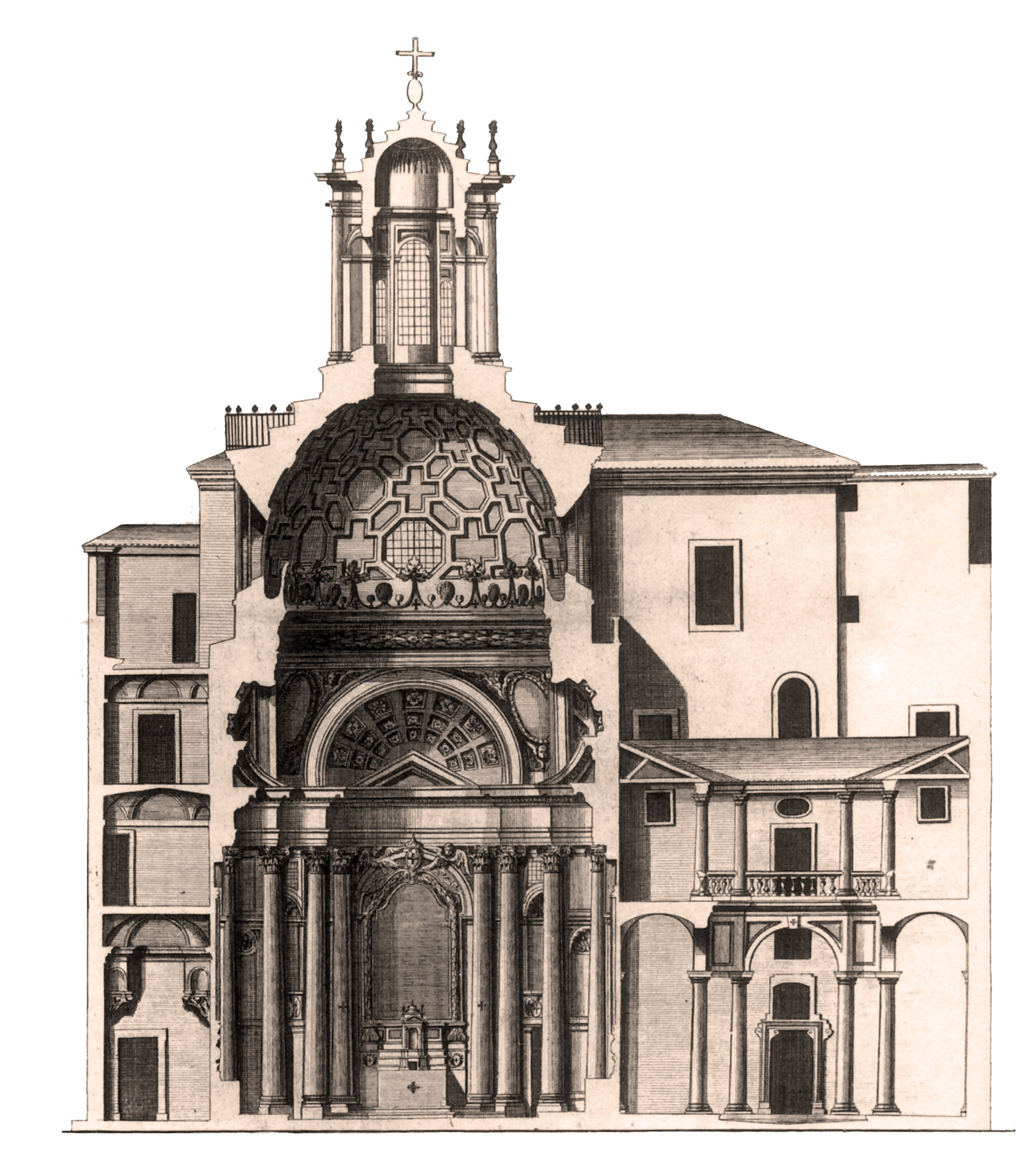
Разрез по поперечной оси

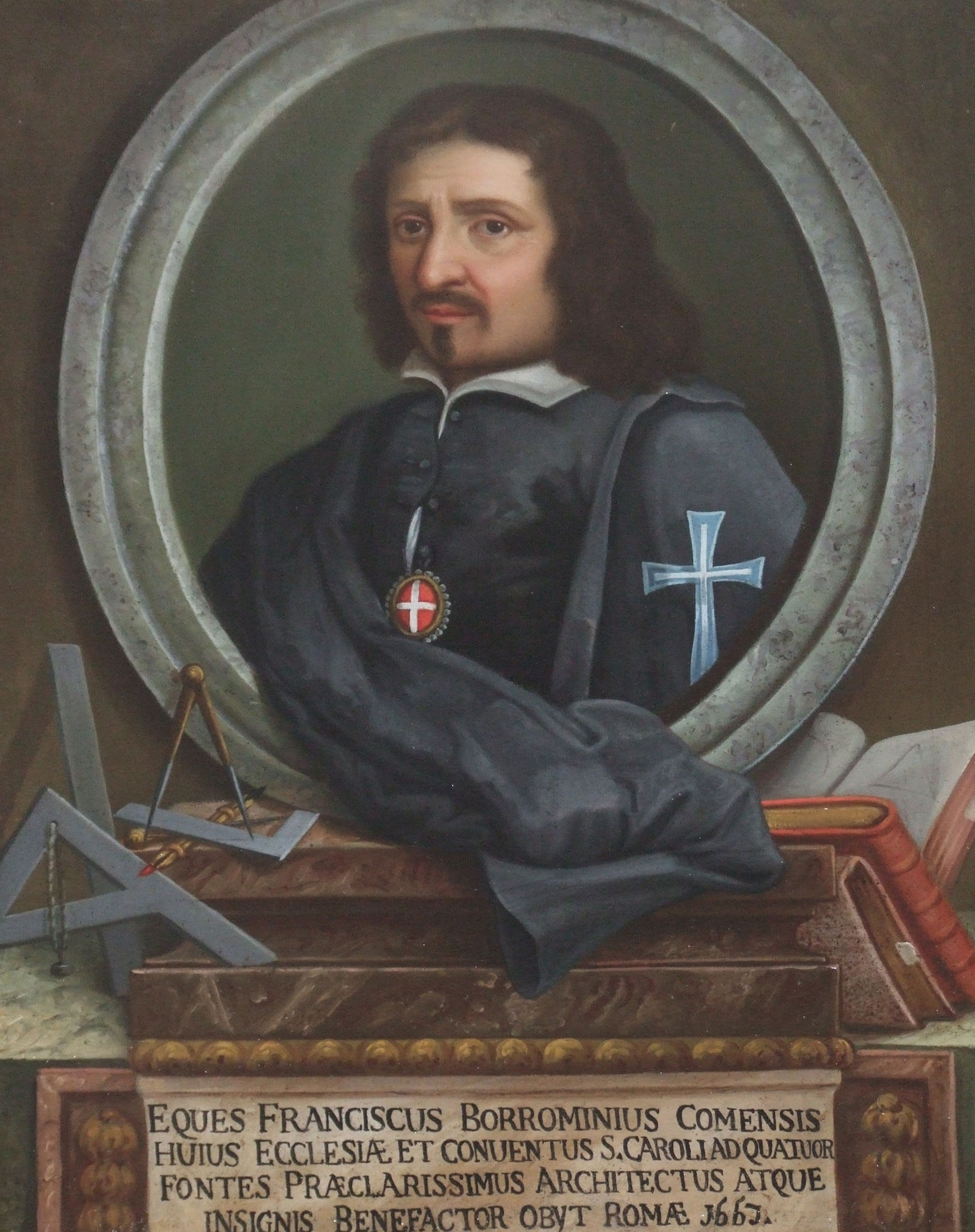
Портрет Ф. Борромини в сакристии церкви

Сан-Карло алле Куатро Фонтане, Сан-Карлино (итал. La chiesa di San Carlo alle Quattro Fontane, San Carlino — церковь Святого Карла у «Четырёх фонтанов», также San Carlino) — католическая церковь ордена тринитариев в Риме. Построена в районе Монти, в центре города, в 1634—1680 годах. Шедевр архитектуры, первый заказ и незавершённая последняя работа самого экстравагантного мастера стиля римского барокко — Франческо Борромини. Это одна из трёх церквей в Риме, посвящённых миланскому кардиналу и реформатору церкви святому Карло Борромео, включая Сан-Карло-аи-Катинари и Сан-Карло-аль-Корсо.

## История
Церковь строили на скромные средства испанской общины монашеского ордена тринитариев (её члены до настоящего времени собираются в этой церкви). Она невелика по размеру, отсюда уменьшительное название. Освящена в честь канонизированного миланского кардинала и реформатора церкви Карло Борромео, а также Пресвятой Троицы. 
В 1638 году архитектор Франческо Борромини работал на строительстве собора Святого Петра в Ватикане, но был отстранён (возможно интригами Дж. Л. Бернини). Поэтому считается, на основании косвенных свидетельств, что первая проектная идея церкви Сан-Карло заключалась в символическом переносе на её план формы и размеров основания одного из четырёх пилонов средокрестия, поддерживающих купол собора Святого Петра и уменьшительное прозвание «Сан-Карлино» церковь получила от того, что её площадь покрывает площадь только одного столба главного собора Рима.
Более известное прозвание церковь получила от примыкающего к ней перекрёстка двух улиц: улицы Квиринале и улицы Четырёх фонтанов, по сторонам которой находятся четыре фонтана с аллегорическими фигурами в нишах. Фонтаны устроены по решению Папы Сикста V в 1588—1593 годах. Скульптуры из цемента представляют собой аллегорические изображения четырёх рек: реки Тибр (символ Рима), реки Аньене, или Арно (символ Флоренции), богини Дианы — символа непорочности и богини Юноны, олицетворения женского начала природы. Фонтаны Аньене, Тибра и Юноны созданы скульптором Доменико Фонтана, а фонтан Дианы был спроектирован архитектором Пьетро да Кортона. Фигура Тибра изображена рядом с дубом (символ Рима — Капитолийскую волчицу добавили позднее).
Церковь и монастырь были построены между 1634 и 1644 годами Франческо Борромини (родственником Карло Мадерна, поскольку его дядя по материнской линии Леоне Граво женился на его племяннице). Архитектор Борромини, прибывший в Рим около 1620 года из кантона Тичино, уже участвовал в строительстве кивория собора Святого Петра и близлежащего Палаццо Барберини, но это была его первая самостоятельная работа. Тринитарии поручили ему построить новый женский монастырь с примыкающей к нему церковью, где уже столетие стояла небольшая капелла. Комплекс был построен благодаря финансированию, и под патронажем Франческо Барберини, кардинального племянника папы Урбана VIII, дворец которого только что был построен неподалёку уже пожилым Мадернa в сотрудничестве с Борромини. Однако финансовая поддержка длилась недолго, и впоследствии строительство столкнулось с финансовыми трудностями.
Монастырь, первая часть проекта, был спроектирован Борромини в 1635 году, но завершён в 1644 году, а в том же году был закончен фасад института по Виа дель Квиринале (тогда Страда Пиа). Фасад церкви с колокольней, начатой в 1638 году, построен значительно позже, начиная с 1664 года; после смерти архитектора в 1667 году работы с 1670 по 1680 годы продолжил его племянник Бернардо Борромини на основе рисунков мастера. Колокольню снесли, чтобы разместить выпуклый фасад церкви на углу Кваттро Фонтане, а в 1670 году построили новую колокольню. Украшение фасада продолжалось ещё десятилетие, пока в главной нише в 1680 году не была помещена статуя Святого Карло.
Жизнь Борромини закончилась трагически. Он сжёг свои рукописи и рисунки, а затем проткнул себя шпагой, но ещё долго мучился, истекая кровью, прежде чем умер. Смерть не была быстрой, но произошла «в десять часов утра»; таким образом, Борромини успел объяснить причины этого безумного жеста, продиктовать завещательное распоряжение и просьбу похоронить его в церкви Сан-Джованни-деи-Фиорентини рядом с могилой своего учителя Карло Мадерна. Предполагают, что главной причиной депрессии и самоубийства было вынужденное и непосильное соревнование с более удачливым соперником — Джан Лоренцо Бернини. Теперь об этом напоминают две церкви на Квиринальском холме, расположенные по Виа Квиринале одна за другой: Сан Карло работы Борромини и Сант Андреа, созданная по проекту Бернини.

## Архитектура церкви
Главная особенность этого необычного сооружения — план и фасад, демонстрирующие основную идею стиля барокко: «перетекание пространства». Двояко изогнутый фасад (сочетание выпуклых и вогнутых поверхностей) кажется, вопреки известному определению, не застывшей, а движущейся, набегающей волной. Благодаря этому пластическому движению небольшая церковь Сан-Карло производит истинно монументальное впечатление. Высокие коринфские колонны установлены на постаменты и несут главные антаблементы; они определяют основные членения двухъярусного фасада и трёхчастное разделение пролётов. Между колоннами помещены колонны меньшего размера с их антаблементами, они, в свою очередь, обрамляют ниши, окна, скульптуры, а также главный вход. На вогнутой поверхности центральной части верхнего яруса фасада под огромным овальным картушем (там находилась несохранившаяся роспись Пьетро Джаргуцци 1677 года, изображающая Святую Троицу) Борромини разместил объём полуротонды — санктуария (для размещения реликвария со святыми мощами. Картуш поддерживают фигуры ангелов; неясность их крепления к вертикальной поверхности только подчёркивает зрительную подвижность, барочное колебание поверхности, как и «острота карнизов», «будто ножом разрезающих воздух». Над главным входом гермы-херувимы обрамляют центральную фигуру святого Карла Борромео работы скульптора Антонио Раджи, ученика Бернини, а по обе стороны расположены статуи святого Иоанна Матфского и святого Феликса Валуа, основателей Ордена тринитариев.
«Застывшую волну» церкви Сан Карло выдающийся австрийский историк и теоретик искусства Ганс Зедльмайр сравнивал с памятниками эллинистического искусства — фасадами храмов Петры в Набатее. Однако сам Борромини считал, что он пространственно интерпретировал фасад церкви Санта-Мария-Новелла во Флоренции, созданный Л. Б. Альберти. Возникает также ассоциация с храмом Венеры в Баальбеке (эллинистическая Сирия), имеющим «звездчатый» план и причудливо изогнутый антаблемент.
Интерьер церкви невелик, но и он впечатляет изобретательностью архитектора. Главный алтарь находится на одной продольной оси с входной дверью, а по поперечной оси расположены ещё два алтаря. Один посвящен святому Михаилу Санктису, другой — святому Иоанну Крестителю Зачатия. Интерьер оформлен колоннами классического коринфского ордера, но с фантастическими элементами капителей. Интерьер имеет овальный план, но антаблементы стен так хитро изогнуты, что, в сочетании с неравномерной расстановкой колонн и нишами, также создают «волнение стен». Белый цвет подчёркивает это волнение светотенью.
Подкупольное пространство вопреки ожиданию оказывается не круглым, а овальным. В этом также проявляется динамичность и экспрессивность архитектурного пространства стиля барокко. Овальный антаблемент купола имеет «корону» из листвы и обрамляет вид на глубоко посаженные кессоны из восьмиугольников, крестов и шестиугольников, которые уменьшаются в размерах по мере приближения к центру. В центре плафон «прорывается» сиянием лантерны — свет, льющийся из её окон, создаёт ощущение парящего в высоте изображения на плафоне лантерны: голубя Святого Духа в треугольнике (эмблема ордена тринитариев).
По сторонам апсиды главного алтаря находится пара одинаковых дверных проёмa. Правая дверь ведёт в монастырь, через который можно попасть в крипту. Дверь слева ведёт во внешнюю капеллу, известную как Капелла Барберини, в которой находится миниатюрный храм блаженной Элизабет Канори Мора. Крипта соответствует размеру и форме церкви и имеет низкий свод. Вокруг этого пространства открываются малые приделы, в том числе восьмиугольная капелла на юго-восточной стороне, где Борромини намеревался быть похороненным. Однако покончивший с собой Борромини был захоронен в другом месте, рядом с дядей Карло Мадерной в церкви Сан-Джованни-деи-Фиорентини без надгробной плиты и надписи как самоубийца.
Замечателен примыкающий к церкви клуатр (кьостро) — небольшой дворик монастыря. Двухъярусную дорическую колоннаду с арочными проёмами первого этажа и архитравным перекрытием Борромини разместил в тесном пространстве легко и изящно, скругляя углы клуатра. Необычная балюстрада иллюстрирует экстравагантность мышления художника стиля барокко. В 1999 году церковь была основательно отреставрирована.

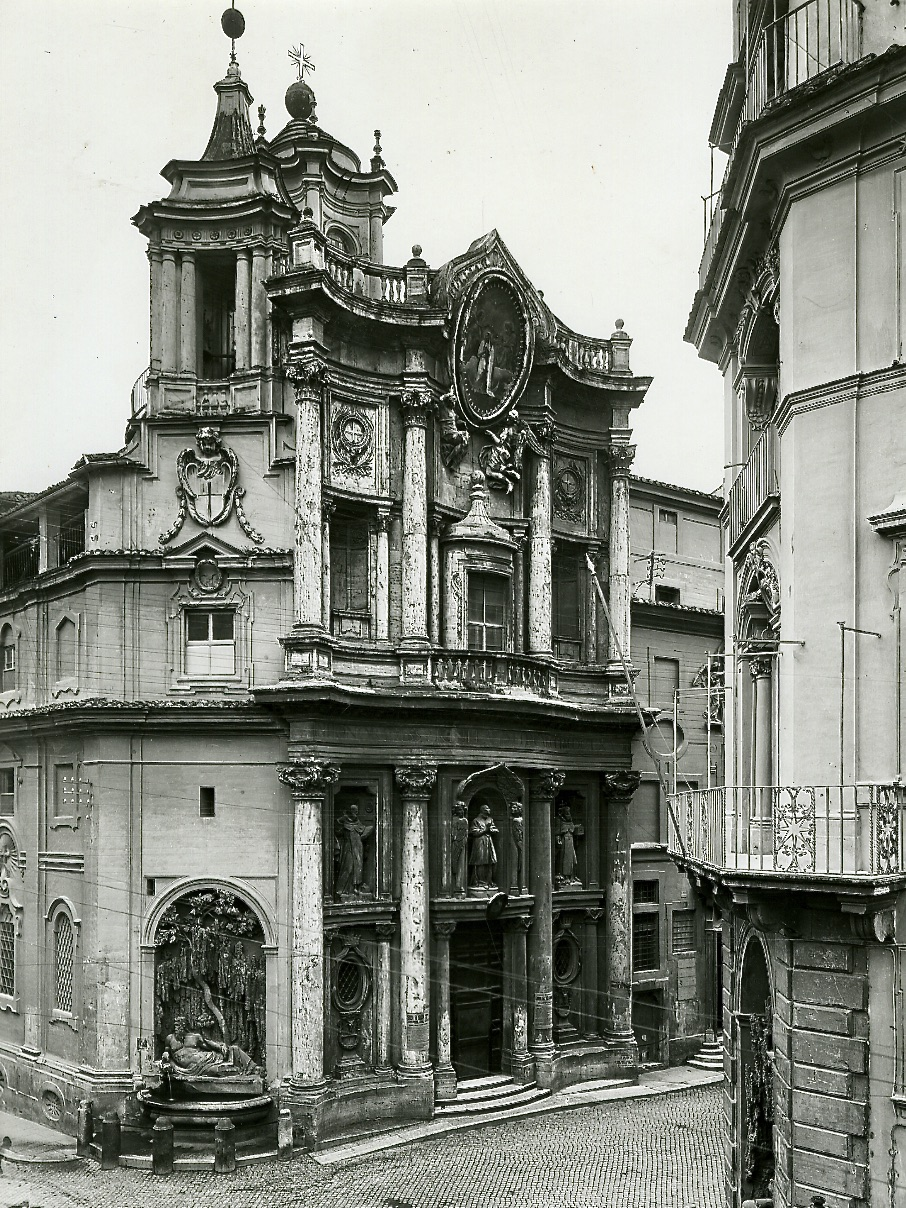
Церковь Сан-Карло. Фотография П. Монти. 1950
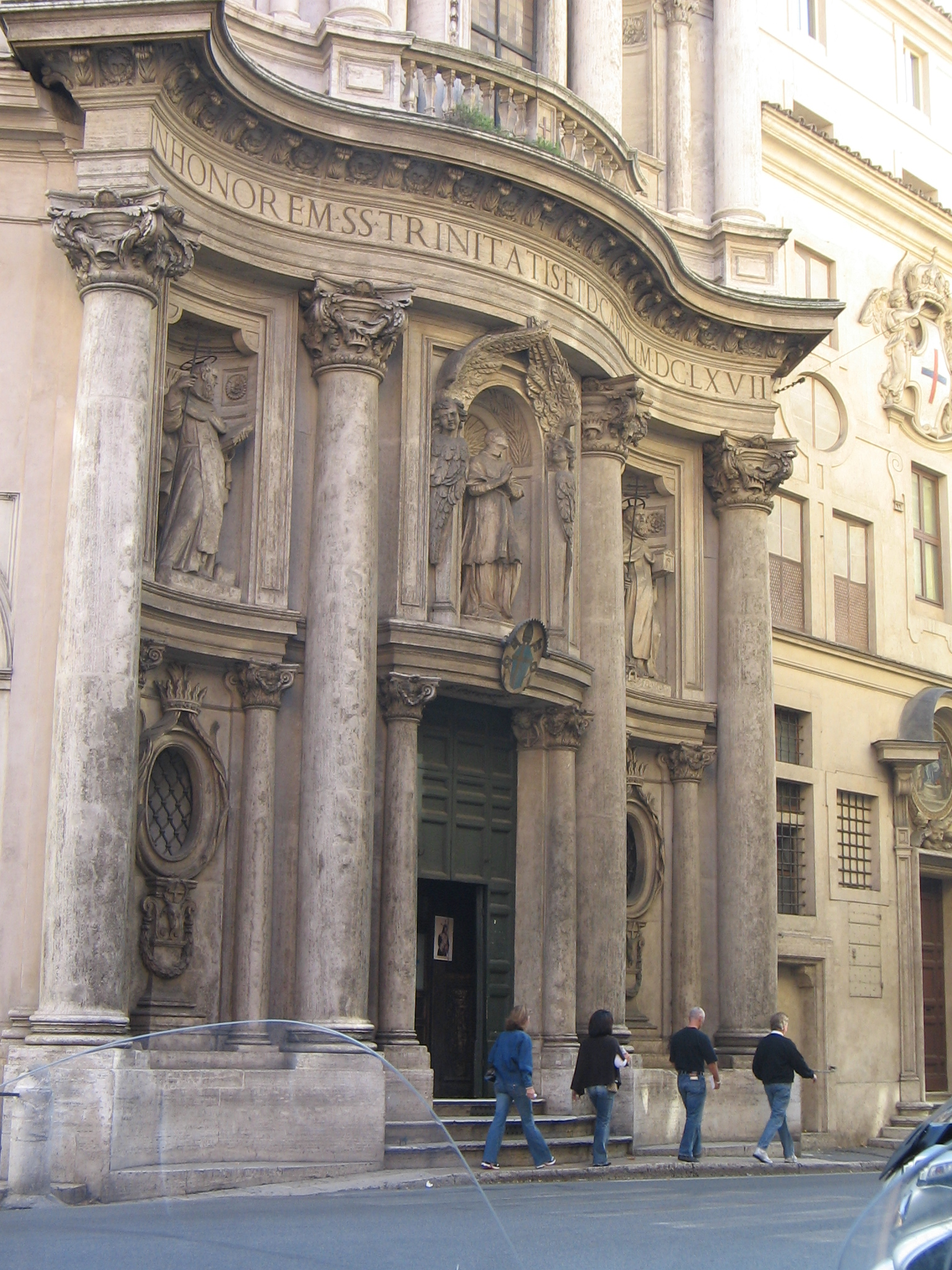
Нижний ярус фасада
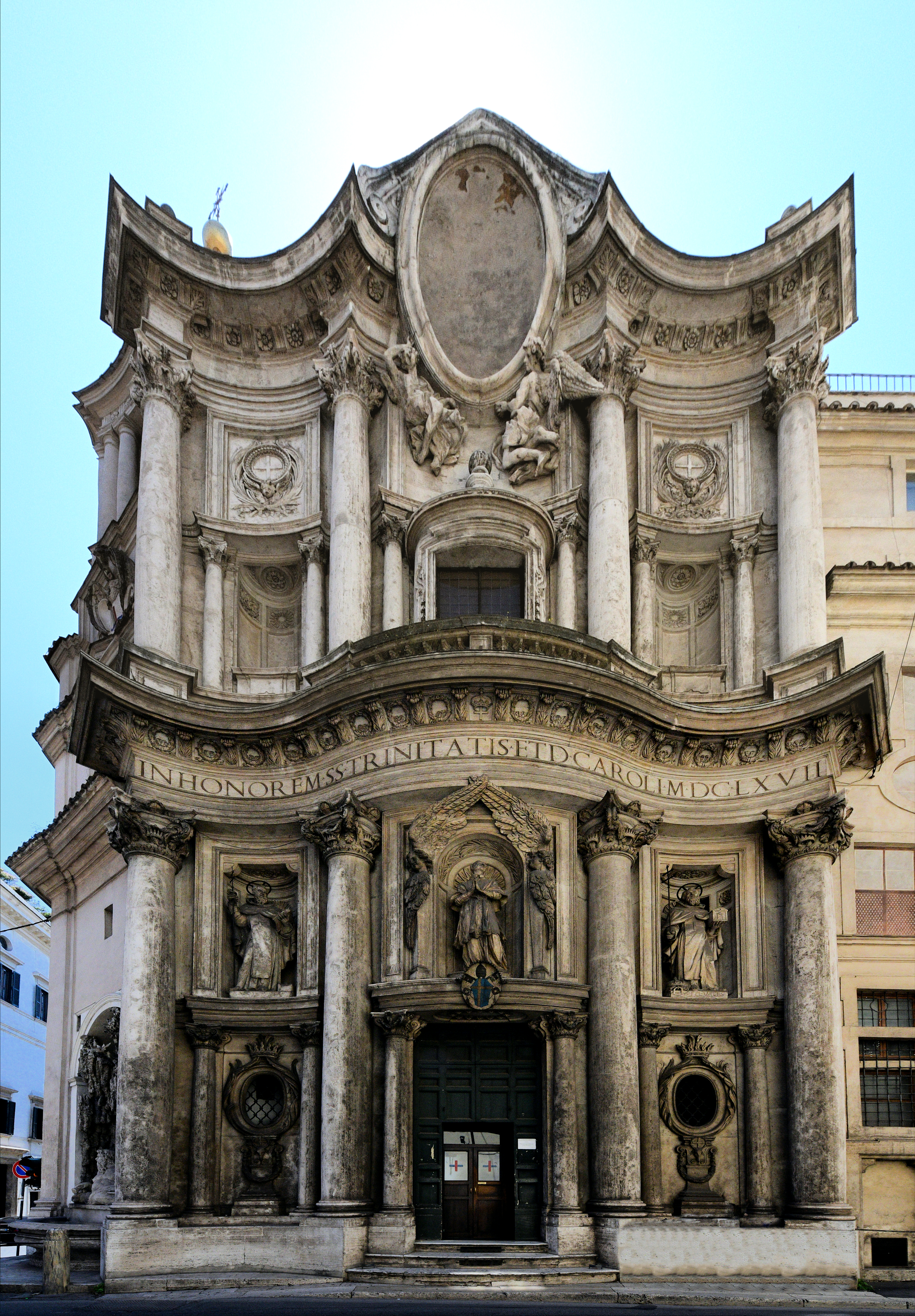
Фасад церкви
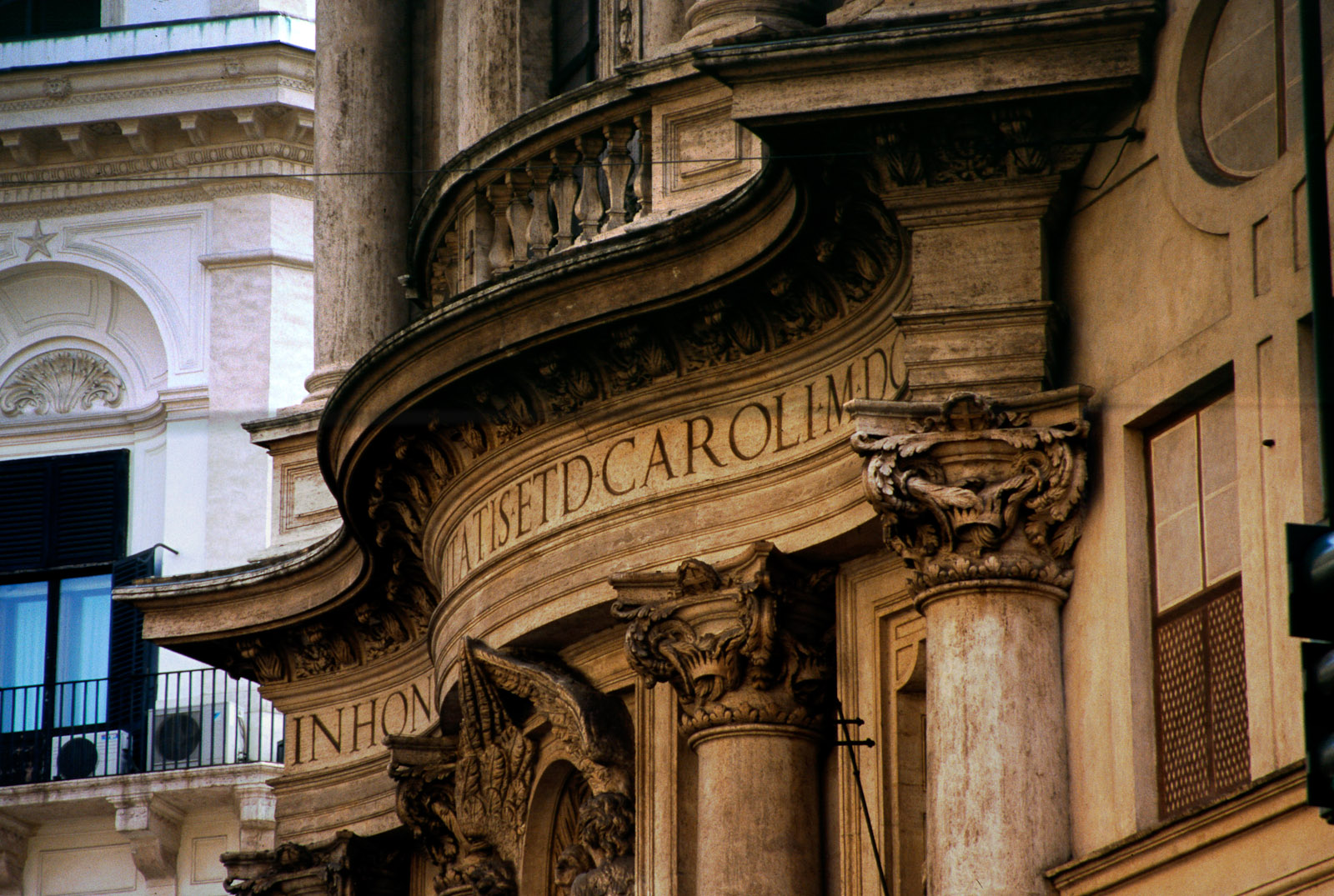
Деталь антаблемента
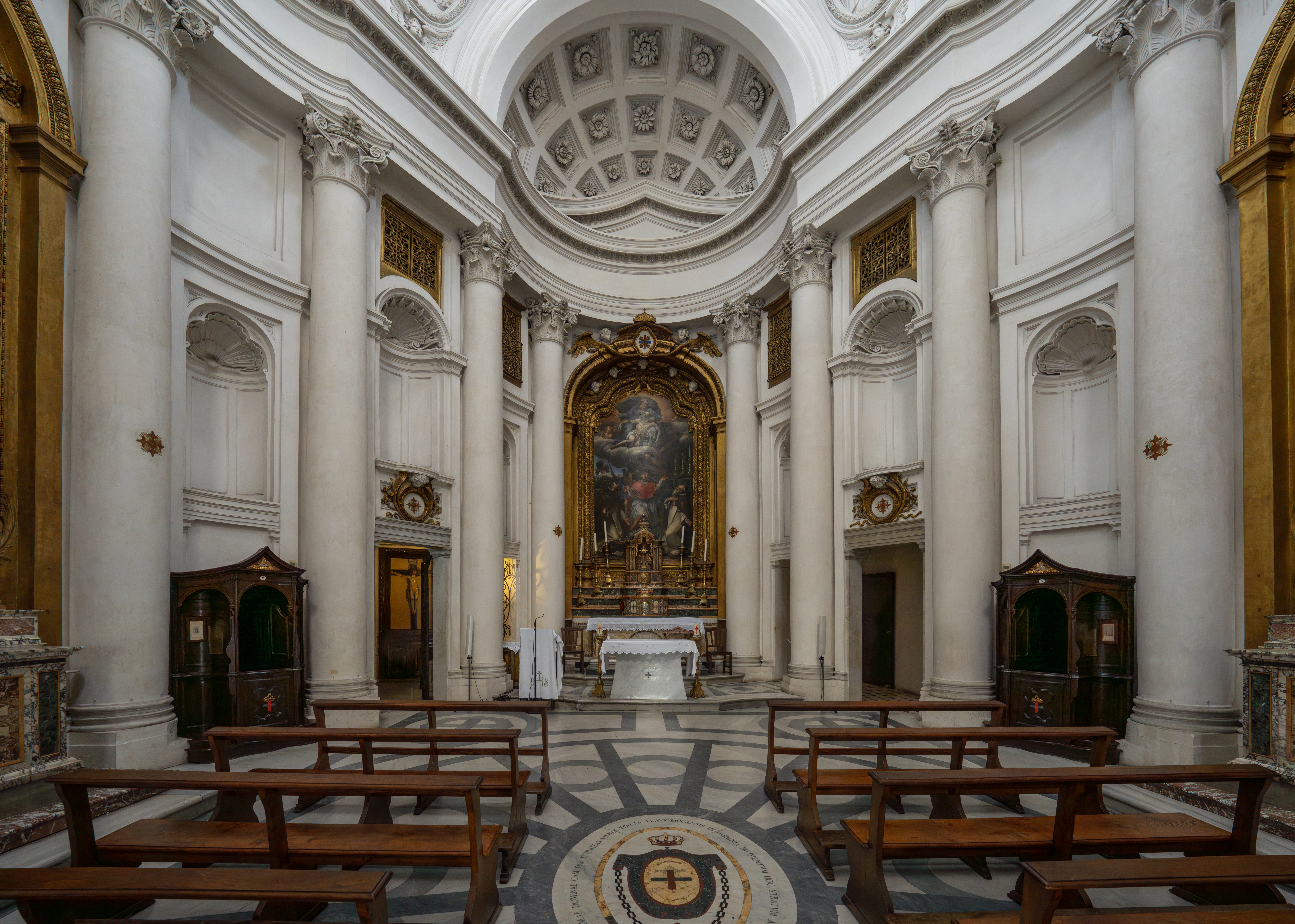
Интерьер
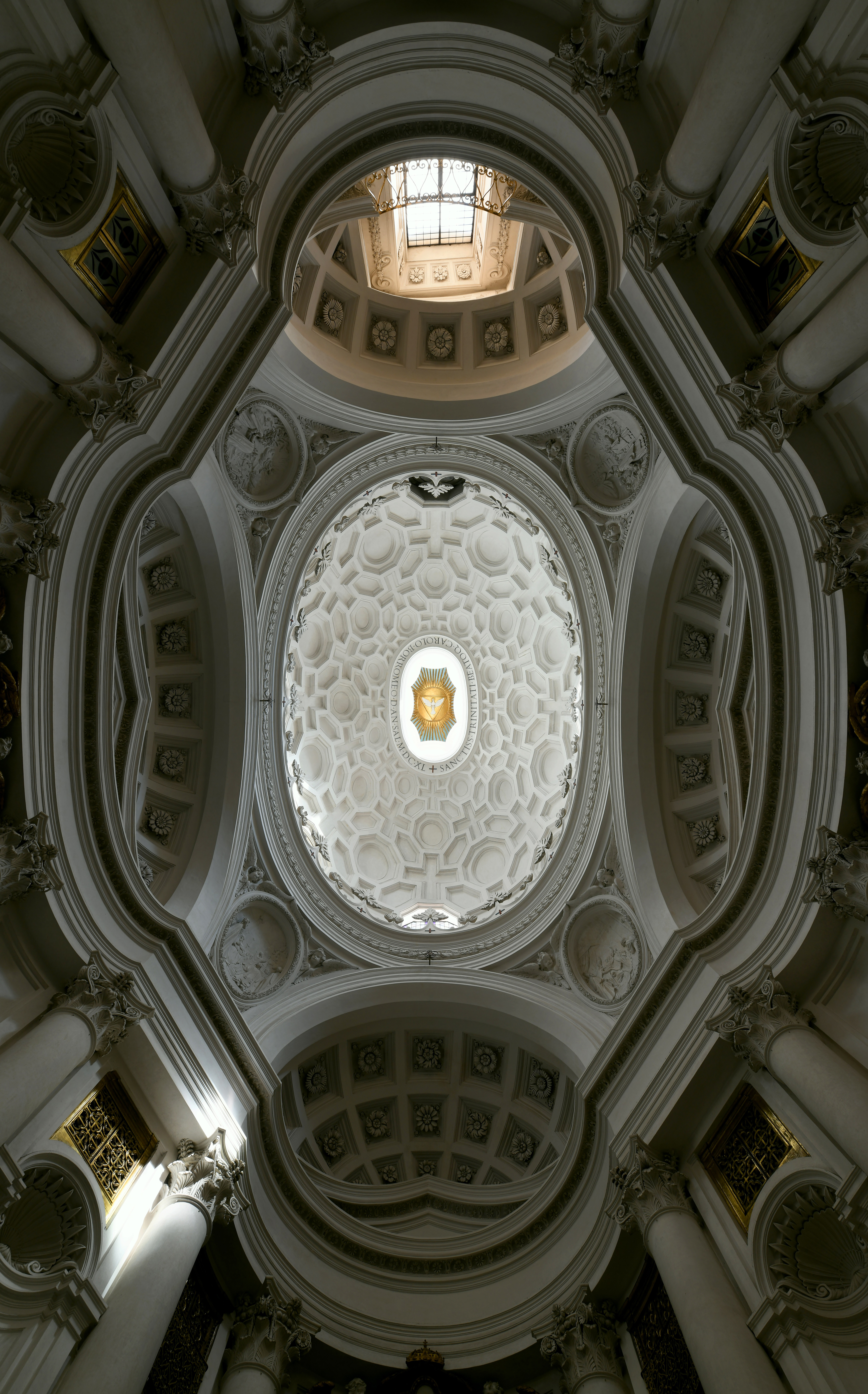
Плафон
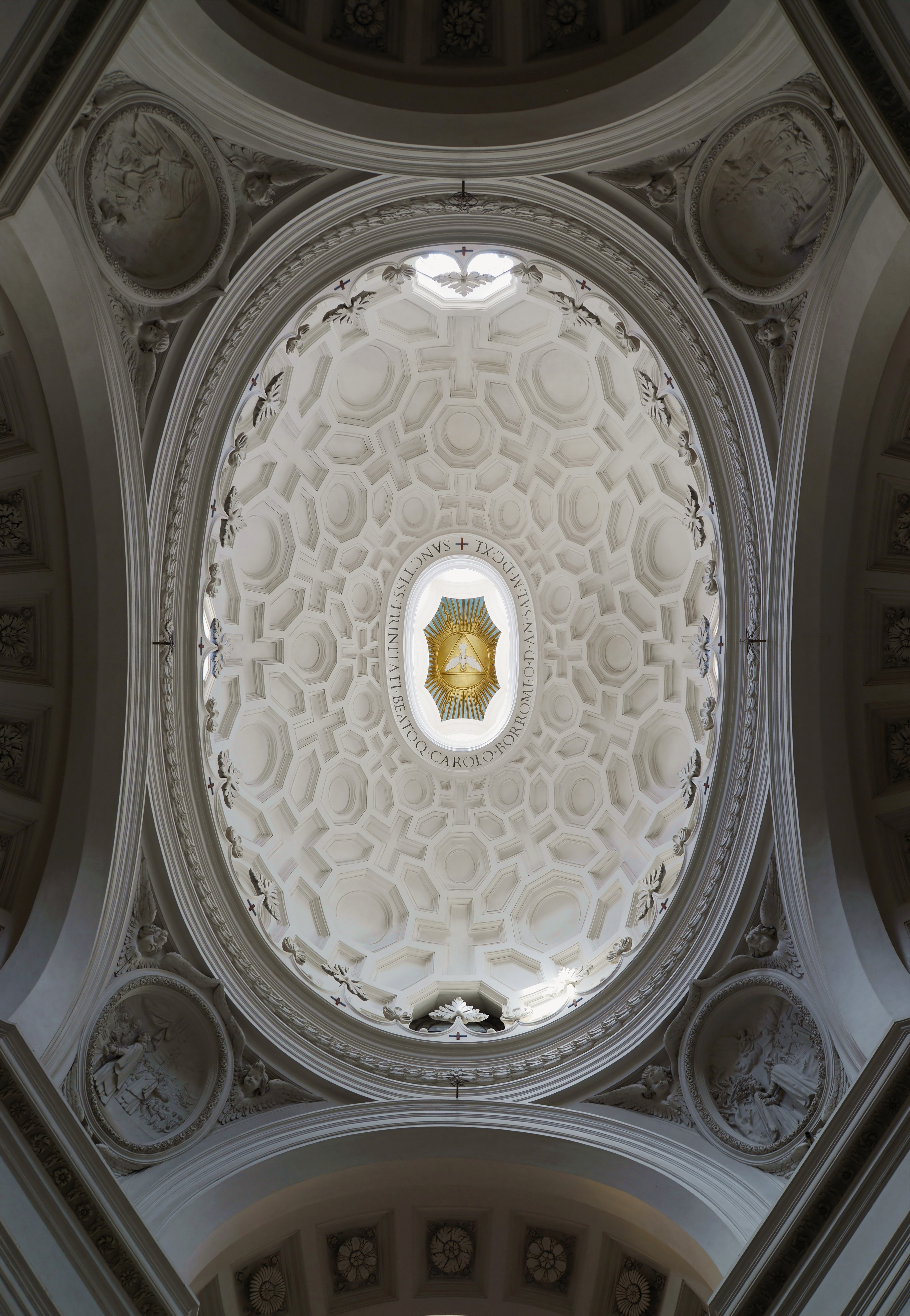
Вид купола
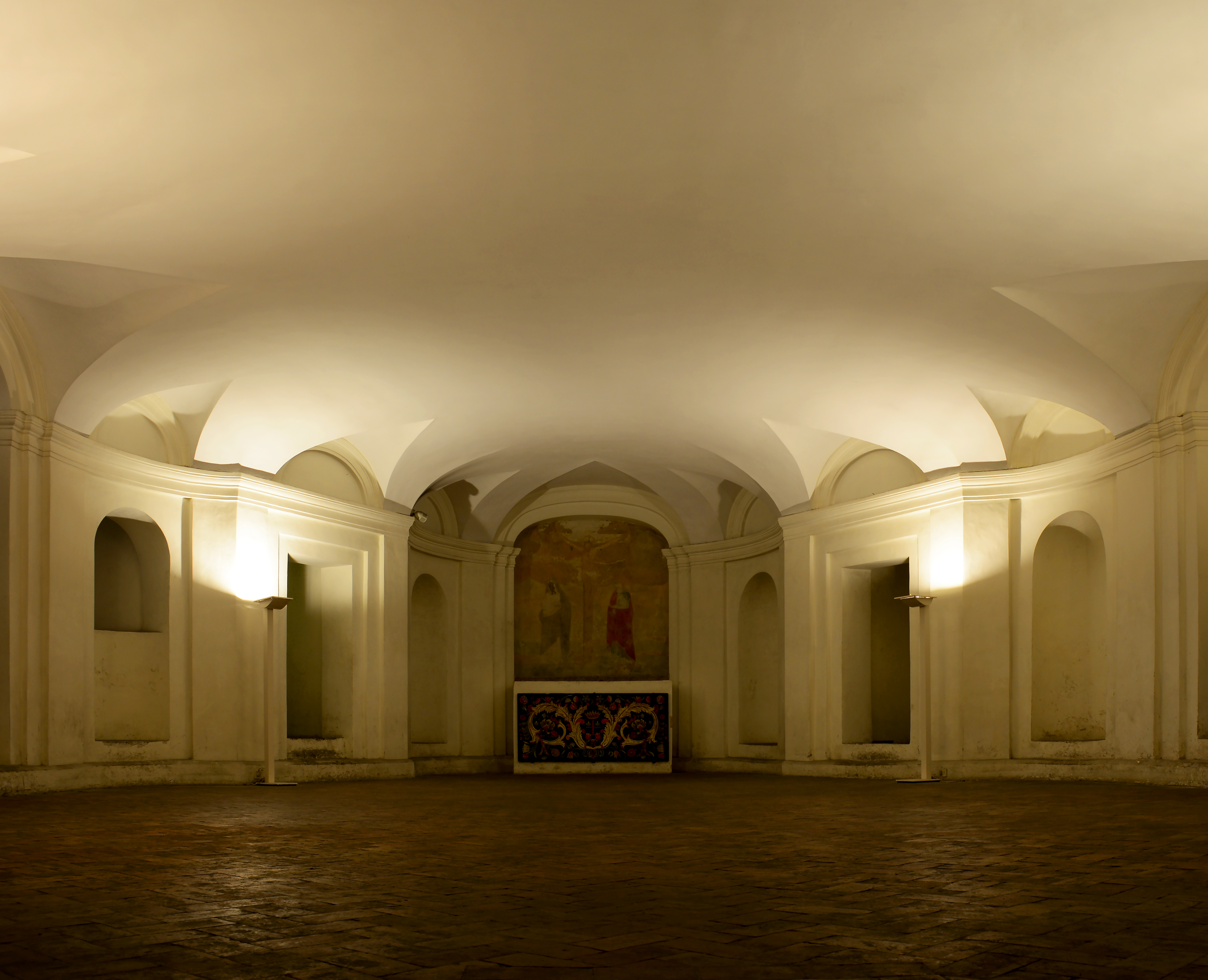
Крипта
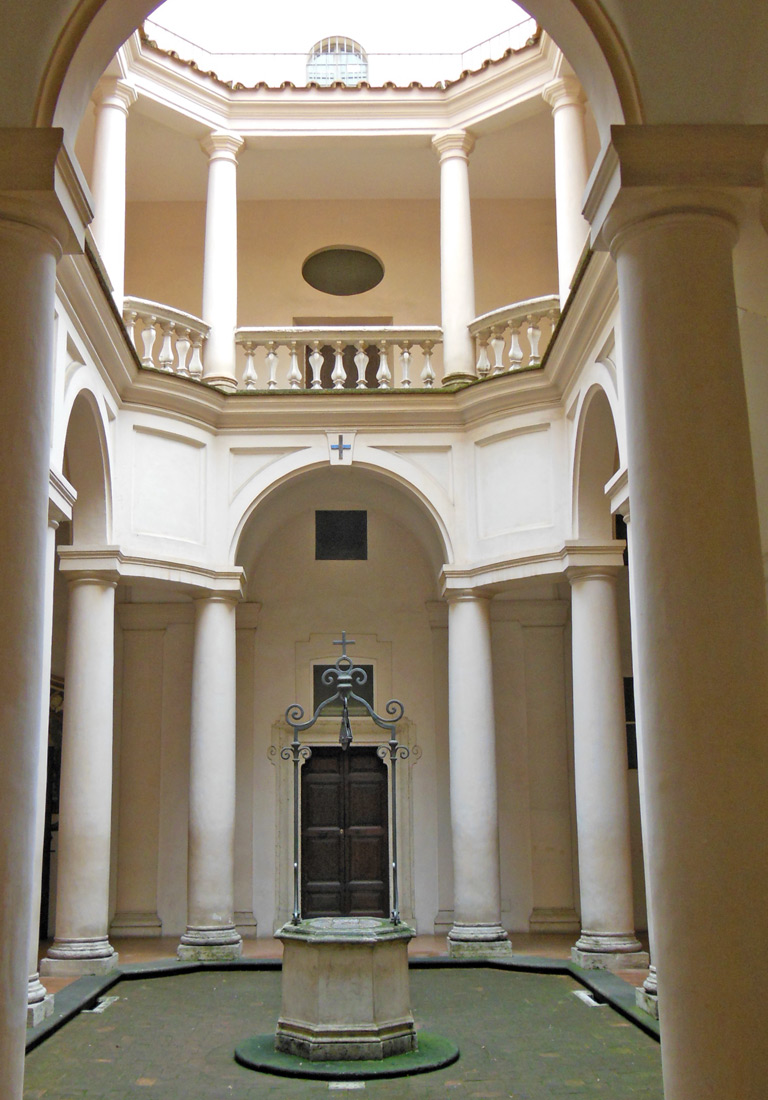
Клуатр (кьостро) монастыря